# Eftimie Murgu
Ez a szócikk a XIX. századi forradalmárról szól. Szülőhelyét lásd itt: Ógerlistye.
Eftimie Murgu (Rudaria, 1805. december 28. – Buda, 1870. május 12.): magyarországi román politikus, forradalmár, filozófiatanár. Neve korabeli magyar forrásokban Murgu Euthim (vagy ~ Euthym).

## Élete
Apja Simu Murgu határőrtiszt volt, részt vett a lipcsei csatában. Sógora Petru Dascalu karánsebesi polgármester. Iskoláit szülőfalujában, Karánsebesen és a szegedi piaristáknál végezte, majd a pesti egyetemen bölcseletet és jogot tanult. 1834-ben az akkor alapított jászvásári Academia Mihăileanára hívták, ahol a filozófia első tanára volt. Gheorghe Asachival, az iskola igazgatójával és Mihai Sturdza fejedelemmel való konfliktusa miatt 1836-ban Bukarestbe ment, ahol előbb ügyvédi praxist folytatott és magánórákat adott, többek között Nicolae Bălcescunak is. 1837-től a logika és a római jog tanára a Sfântul Sava Kollégiumban. 1839-ben elbocsátották állásából, majd 1840-ben forradalmi összeesküvés szervezése miatt kiutasították Havasalföldről. Hazatért szülőföldjére, a katonai határőrvidék területére, ahol 1841-ben letartóztatták és több hónapig fogságban tartották. 1842 és 1845 között Lugoson demokrata mozgalmat szervezett. Szembenálltak a szerb ortodox hierarchiával és a nagybirtokos nemességgel, céljuk az önálló Bánság és a független román ortodox egyház megteremtése volt. 1845-ben egy Blidariu nevű pap feljelentése alapján ismét letartóztatták és a pesti Újépületbe zárták. Innen csak három évi fogság után, 1848. április 8-án, a pesti román ifjúság tüntetésének köszönhetően szabadult. Szabadulása után felvette a kapcsolatot Szemere Bertalannal. Elutasította a részvételt az első balázsfalvi gyűlésen, viszont több népgyűlést tartott Krassó vármegyében, megnyerve a lakosság támogatását. Az 1848. június 15. és 27. között tartott lugosi román nagygyűlésen hívei megfogalmazták kéréseiket: a kormány a Bánság román lakosságú részeiből alakítson autonóm, román nyelvű kerületet, hozza létre a szerb ortodoxiától független ortodox román egyházi szervezetet és hirdessen forradalmi népfölkelést a románok lakta Bánságban, a készülődő szerb népfölkeléssel szemben. A pontok teljesítését a kormány visszautasította. Közben Lugos, Oravica és Facset is országgyűlési képviselőjévé választotta Murgut, aki a lugosi mandátumot fogadta el. Szeptemberben belépett az Egyenlőségi Társulatba, 1849 tavaszán a Radical Pártba. Törvényjavaslatot készített a magyarországi román ortodox egyházról. 1849. április 13-án Debrecenben megszavazta a trónfosztást. Mivel bízott a szegedi nemzetiségi törvény hatásában az erdélyi románságra, már a temesvári vereség után, augusztus 16-án, Facseten arról tárgyalt Bemmel, hogy miképpen folytassák a szabadságharcot Erdélyben. Szeptemberben a császáriak fogságába került. Felségsértés vádjával halálra és teljes vagyonvesztésre ítélték, amit négy évi várfogságra mérsékeltek. Aradon, a pesti Újépületben, majd 1851 és 1853 között Josephstadtban raboskodott. Szabadulása után Budán és Vácon élt, rendőri felügyelet alatt. 1861-től 1864-ig, Moravica képviseletében ismét országgyűlési képviselő volt. 1870-ben a Kerepesi temetőben temették el, hamvait 1932-ben a lugosi ortodox temetőbe szállították.
Szülőfalujának nevét (Rudaria) tiszteletére 1970-ben az ő teljes nevére (Eftimie Murgu) keresztelték át.

## Életműve
Gondolkodását egyrészt a felvilágosodás, a racionalizmus és a radikális demokrata politikai eszmék, másrészt az erdélyi iskola öröksége, a románság történeti hivatásának gondolata befolyásolták. Az 1820-as években Pesten írt két művében, a Tököly Száva és Damaschin Bojincă közötti vitához kapcsolódva, a román nyelv és nép latinitását próbálta bizonyítani. Jászvásári és bukaresti tevékenységével megteremtette a román filozófiai műnyelv alapjait. 1848 nyarán, a bánáti románság vezéreként pusztán a magyar forradalom melletti kiállásával is jelentős segítséget nyújtott a fegyveres önvédelem megteremtéséhez. Nagy álma, az önálló bánáti román ortodox egyház csupán élete végén valósult meg.

## Művei
- Widerlegung der Abhandlung welche unter dem Titel vorkommt: Erweis, dass die Wallachen nicht römischer Abkunft sind und dies nicht aus ihrer italienisch-slavischen Sprache folgt. Ofen (Pest), 1827
- Beweis, dass die Wallachen der Römer unbezweifelte Nachkömmlinge sind; wozu mehrere zweckmässige Abhandlungen; endlich eine Ammerkung über die in dem Anhange vorkommende Antikritik desselben S. T. beigefügt werden. Ofen, 1830
- Uiber das Serben-Congress-Memorandum. Pest, 1865